# Гостинное (Кировоградская область)
Гостинное (укр. Гостинне) — село в Дмитровской сельской общине Кропивницкого района Кировоградской области Украины.
До 2020 года входило в Знаменский район
Население по переписи 2001 года составляло 294 человека. Почтовый индекс — 27400. Телефонный код — 5233. Занимает площадь 0,82 км². Код КОАТУУ — 3522281503.